# Leucania madensis
Leucania madensis är en fjärilsart som beskrevs av Emilio Berio 1955. Leucania madensis ingår i släktet Leucania och familjen nattflyn. Inga underarter finns listade i Catalogue of Life.